# Economía de Curazao
Las principales actividades de la pequeña economía de Curazao son el turismo, el refinamiento de petróleo y el sistema bancario internacional, siendo bastante dependiente del comercio exterior. A pesar de un pequeño crecimiento del PIB durante la última década, la isla disfruta de un elevado PIB per cápita y una infraestructura bien desarrollada, cuando comparada a otros países de la región. Curazao tiene un excelente puerto que puede recibir grandes barcos petroleros. PDVSA, la empresa estatal de Venezuela, opera la única refinería de petróleo de la isla bajo régimen de alquiler establecido por el gobierno local. La mayor parte del petróleo es importado de Venezuela, y los derivados del refino son exportados a los Estados Unidos.
Casi todos los bienes de capital y de consumo son importados, siendo los Estados Unidos, Brasil, Italia y México los principales fornecedores. El gobierno busca diversificar la industria y el comercio, y firmó un acuerdo con la Unión Europea con miras a expandir los negocios con ella. El suelo pobre y la escasez de agua impiden el desarrollo de la agricultura. Problemas presupuestarios complican la reforma del sistema de salud, jubilación y pensiones, para una población cada vez más vieja.
Curazao tiene un banco central conjunto con San Martín, el Banco Central de Curazao y San Martín. Este banco central es responsable de la emisión de moneda y del control de las reservas monetarias. Su moneda, el florín caribeño, se encuentra en una paridad fija con el dólar estadounidense, con un tipo de cambio de 1 US$ = 1,79 Cg. Empezó su circulación el 31 de marzo de 2025, sustituyendo al florín antillano neerlandés a una tasa de cambio de 1:1. Tras un período de cocirculación hasta el 30 de junio de 2025, el florín antillano neerlandés dejó de ser de curso legal.

## Historia
Aunque unas pocas plantaciones se establecieron en la isla por parte de los neerlandeses, la primera industria rentable establecida en Curazao fue la minería de sal. El mineral era una exportación lucrativa en el momento y se convirtió en uno de los principales factores responsables de la entrada de la isla en el comercio internacional. Curazao también se convirtió en un centro para el comercio de esclavos durante los siglos XVII y XVIII.
En el siglo XIX, la minería de fosfatos también llegó a ser importante. Al mismo tiempo, los puertos de aguas profundas de Curazao y su ubicación ideal en el Caribe fueron cruciales para que se convirtiera en un importante centro de comercio.
La refinería de petróleo comenzó a construirse en 1916 por la Shell para procesar el petróleo venezolano en territorio neerlandés. Es terminada en 1918 y funcionaría hasta 1985 año en que el gobierno decide crear un contrato de arrendamiento el cual se adjudica PDVSA.
Sectores de servicios, como el turismo y la banca, son otros pilares de su economía, ya que dan empleo al mayor porcentaje de la población. El turismo se ha recuperado lentamente después de una crisis en la década de 1980 y 1990, con más de 300.000 visitantes para el año 2007.
La banca Offshore continúa siendo un importante sector dentro de su economía, a pesar de haber experimentado una importante contracción, debida en parte a cambios dados en la política fiscal de la isla, y las Antillas Neerlandesas.
Curazao tiene uno de los más altos estándares de vida en el Caribe, con un PIB per cápita de 20.500 dólares de EE. UU. (estimado en 2009) y una infraestructura bien desarrollada. Las principales industrias de la isla incluyen la Refinería Isla, el turismo y los servicios financieros. El Transporte marítimo, comercio internacional y otras actividades relacionadas con el puerto de Willemstad (como la Zona Franca) contribuyen a la economía. Para lograr los objetivos del gobierno de hacer de su economía más diversificada, se están haciendo importantes esfuerzos para atraer más inversiones extranjeras. Esta política se llama la política de «Open Arms" siendo una de sus principales características el centrarse en gran medida en las empresas de tecnología de la información. Por su tamaño, la isla tiene una economía bastante diversa que no se basa nada más que en el turismo como si es el caso en muchas otras islas del Caribe. 
Curazao tiene lazos comerciales con los Estados Unidos, Venezuela y la Unión Europea. Cuenta con un Acuerdo de Asociación con la Unión Europea que permite a las compañías que hacen negocios en y por medio de Curazao puedan exportar muchos productos a los mercados europeos, libre de derechos de importación y cuotas. También es uno de los participantes en la Iniciativa estadounidense Cuenca del Caribe (US Caribbean Basin Initiative) que le permite tener acceso preferencial al mercado de EE. UU.